# Formación Lohan Cura
La Formación Lohan Cura  es una formación geológica del Cretácico inferior aflorante en la Provincia del Neuquén en la Patagonia Argentina, más precisamente en el sector meridional de la Cuenca Neuquina. Se caracteriza por la presencia de sedimentos siliciclásticos de coloración rojiza depositados en un ambiente continental fluvial y lagunar. Está dividida en dos miembros, el Miembro Puesto Quiroga en la base, y el Miembro Cullín Grande hacia el techo. Dentro de esta unidad se han hallado fósiles de varias especies, entre ellos los tempranamente vinculados a quélidos, y el titanosaurio Ligabuesaurus leanzai.

## Fósiles
- Reptilia
  - Testudines
    - Chelidae
      - Chelidae indet.

  - Crocodylia
    - Crocodylia indet.
- Dinosauria
  - Theropoda
    - Theropoda indet.

  - Sauropoda
    - Titanosauria
      - Agustinia ligabuei
      - Ligabuesaurus leanzai

    - Rebbachisauridae
      - Limaysaurus tessonei
- Aves
  - Aves indet.